# Huerta (Caminomorisco)
Huerta es una alquería del concejo de Caminomorisco, mancomunidad de Las Hurdes, en la provincia de Cáceres, Comunidad Autónoma de Extremadura (España).

## Demografía
En el año 1981 contaba con 145 habitantes, concentrados en el núcleo principal, pasando a 58 en  2008.